# Хороший, поганий, злий
«Хороший, поганий, злий» (італ. Il buono, il brutto, il cattivo, англ. The Good, the Bad and the Ugly) — фільм Серджо Леоне, що завершує «доларову трилогію» вестернів за участю Клінта Іствуда (попередні стрічки — «За жменю доларів» 1964 року та «На декілька доларів більше» 1965 року). Цей фільм став не лише найвідомішим із когорти так званих «спагеті-вестернів», а й еталоном жанру «вестерн» та дотепер залишається найбільш масштабним і значним вестерном в історії кіно. Музика, яку для цього фільму написав Енніо Морріконе, стала символом жанру вестернів.
Станом на 1 березня 2024 року фільм займає 10-ту позицію у списку 250 найкращих фільмів за версією IMDb.

## Сюжет
Дія відбувається на території штату Нью-Мексико під час Громадянської війни, в 1862 році. У центрі сюжету — доля трьох головних героїв — злочинців, які дізналися про зникле золото конфедератів.
Сентенца («поганий») займається пошуком викрадених у Конфедерації золотих монет на суму 200 000 доларів. Він з'являється на фермі колишнього солдата на прізвище Стівенс, що живе з дружиною і двома синами, і випитує в нього про якогось зниклого Джексона, який привласнив собі ім'я «Білл Карсон» і викрав ці гроші. Сентенца —найманий вбивця, він жорстоко вбиває Стівенса і його старшого сина, який вискочив на постріли з рушницею. Після цього він вбиває свого наймача Бекера. Від кожного з них він отримує гонорари, 500 і 1000 доларів відповідно за вбивство одного і другого.
Тим часом Туко стикається в пустелі з групою мисливців за головами, які, зв'язавши його, хочуть отримати за нього винагороду в 2000 доларів. Несподівано з'являється Блондин («хороший») і перемагає мисливців, але, замість того щоб звільнити Туко, сам здає його владі за обіцяну винагороду. Однак у момент страти Блондин влучним пострілом перебиває мотузку, звільняючи Туко, а після ділить з ним отримані гроші. Туко і Блондин продовжують здійснювати аналогічні афери в інших містечках, але кінець-кінцем Туко набридає Блондинові своїми безперервними вимогами підвищити його частину винагороди і Блондин залишає його в пустелі без води, забравши при цьому собі всі гроші.
Туко вдається вижити і трохи пізніше наздоганяє Блондина в готелі і готується його повісити. Щаслива випадковість допомагає Блондинові врятуватися. Туко продовжує полювати за Блондином і захоплює його, коли той проводить аналогічну аферу з іншим партнером і збирається звільнити останнього влучним пострілом. Туко веде Блондина в пустелю, насолоджуючись його муками від спраги. У момент, коли Блондин уже зовсім знесилений і Туко збирається пристрелити його, несподівано з'являється карета з мертвими солдатами армії Півдня. Туко залишає Блондина і нишпорить по кишенях мертвих. Один із солдатів ледь живий. Він називається Біллом Карсоном і розповідає Туко про викрадене золото, яке закопане на кладовищі Сумних Пагорбів. Білл Карсон замовкає і Туко біжить принести йому води. Коли він повертається, то виявляє, що той уже мертвий, а Блондин лежить біля його тіла. Ледь ворушачи губами, Блондин повідомляє, що Білл Карсон встиг повідомити йому ім'я на могилі, де закопані гроші. Тепер Туко змушений врятувати життя Блондина. Вони обидва переодягаються у форму солдатів Півдня і випадково потрапляють в полон до армії Півночі.
Під час переклички в таборі Туко змушений був відгукнутися на ім'я Білла Карсона і цим привернув увагу Сентенца, що був там наглядачем у званні сержанта. Той тортурами вибиває з Туко назву кладовища і те, що ім'я на могилі відоме Блондинові. Сентенца пропонує Блондинові рівні частки від скарбу. Блондин погоджується та їде з Сентенцою і його бандою і вони потрапляють у спустошене війною містечко. Тим часом Туко вдається втекти і він опиняється в тому ж містечку. Тут його упізнає мисливець за головами, якого Туко поранив на початку фільму. Він вистежує його і з'являється в той момент, коли Туко приймає ванну. Попри гадану безпорадність, Туко вдається його застрелити. Блондин чує постріли, впізнає за їх характером, що вони належать Туко і знаходить його. Вони відновлюють партнерство і вдвох знищують усіх людей Сентенца.
По дорозі до кладовища Сумних Пагорбів Туко і Блондин знову потрапляють в полон до солдатів Півночі. Туко каже, що вони прийшли найматися добровольцями, і ті охоче беруть їх до себе. Виявляється, бойові дії ведуться за вузький міст. Зміркувавши, що якщо міст буде зруйновано, то «ці ідіоти вирушать воювати кудись в інше місце», вони викрадають ящик вибухівки і потім підривають міст. Під час цієї ризикованої операції Туко намагається умовити Блондина розкрити одне одному відому їм інформацію. Туко повідомляє назву: кладовище Сумних Пагорбів, а Блондин називає ім'я на могилі: Арч Стентон.
Наступного ранку війська розійшлися. Блондин виявив вмираючого молодого солдата Півдня і поки він надавав йому допомогу, Туко втік.
Діставшись до кладовища, Туко серед нескінченних надгробків знайшов могилу Арча Стентона. Туко несамовито починає копати руками і уламками дощок. Тут з'являється Блондин і кидає йому лопату. Миттю пізніше з'являється озброєний Сентенцій і кидає йому другу лопату. Проте ніякого золота в могилі немає. Блондин повідомляє, що справжнє ім'я відомо лише йому і пропонує спосіб вирішити патову ситуацію. Він пише його на камені і кладе камінь на середину відкритої ділянки.
У заключному драматичному фіналі, знаменитому своєю німою напругою під чудово підібрану музику, «хороший», «поганий» і «злий» спрямовують револьвери один на одного. Долю цієї потрійний дуелі повинна вирішити швидкість реакції кожного. Протягом кількох хвилин вони пильно дивляться один на одного, обмірковуючи можливе партнерство. Блондин вбиває Сентенція, який падає в могильну яму. Туко теж намагається стріляти в Сентенція, але з'ясовується, що Блондин вночі розрядив його зброю. Блондин підводить Туко до могили з написом «Невідомий», поруч з могилою Арча Стентона. Туко копає і знаходить вісім мішків з золотом, однак, підвівши погляд, бачить над собою споруджену Блондином шибеницю. Блондин змушує його стати на хиткий хрест і просунути голову в петлю. Блондин кладе на свого коня чотири мішки монет, а інші чотири залишає поряд із Туко, який стоїть на шибениці. Під його відчайдушні прокляття Блондин їде геть. Однак, від'їхавши на пристойну відстань, він звільняє Туко колишнім способом — пострілом з рушниці.

## Актори

### Другорядні та епізодичні ролі
- Альдо Джуффре — капітан Клінтон
- Маріо Брега — капрал Воллес
- Луїджі Пістіллі — Пабло Рамірес (брат Туко)
- Ел Малок — Ілам (однорукий бандит)
- Антоніо Касас — Стівенс
- Антоніо Касале — Біл Карсон
- Серхіо Мендісабаль — мисливець за головами
- Джон Барта — шеріф
- Клаудіо Скарчіллі — Педро
- Сандро Скарчіллі — Чіко
- Антоніо Моліно Рохо — капітан Гарпер
- Беніто Стефанеллі — член банди Сентенца
- Альдо Самбрель — член банди Сентенца
- Лоренсо Робледо — Клем (член банди Сентенца)
- Енцо Петіто — містер Мілтон
- Лівіо Лоренцон — Бейкер
- Рада Рассімов — Марія
- Чело Алонсо — дружина Бейкера

## Знімальна група
- Режисер: Серджо Леоне
- Сценарист: Серджо Леоне, Лучано Віченцоні
- Продюсер: Альберто Грімальді
- Композитори: Енніо Морріконе
- Оператор: Тоніно Деллі Коллі
- Монтаж: Еудженіо Алабісо, Ніно Баральї
- Спецефекти: Eros Bacciucchi, Giovanni Corridori
- Декоратор: Карло Сімі, Карло Лева
- Художник по костюмах: Карло Сімі

## Саундтрек

### Список композицій
Автор музики Енніо Морріконе. 
| #   | Назва                             | Тривалість |
| --- | --------------------------------- | ---------- |
| 1.  | «Il buono, il brutto, il cattivo» | 2:38       |
| 2.  | «Il tramonto»                     | 1:12       |
| 3.  | «Il forte»                        | 2:20       |
| 4.  | «Il deserto»                      | 5:15       |
| 5.  | «La carrozza dei fantasmi»        | 2:06       |
| 6.  | «Marcetta»                        | 2:49       |
| 7.  | «La storia di un soldato»         | 3:50       |
| 8.  | «Marcetta senza speranza»         | 1:47       |
| 9.  | «Morte di un soldato»             | 3:05       |
| 10. | «L'estasi dell'oro»               | 3:20       |
| 11. | «Il triello»                      | 4:54       |

### Музиканти
- Піеріно Мунарі — ударні
- Франко Де Джемінай — губна гармоніка
- Michele Lacerenza — труба
- Francesco Catania — труба
- Bruno Battisti D'Amario: класична гітара
- Pino Rucher: електрогітара
- Alessandro Alessandroni: свисток
- Nicola Samale: сопрано-флейта
- Italo Cammarota: окарина
- Edda Dell'Orso: голос
- Alide Maria Salvetta: голос
- I Cantori Moderni di Alessandroni: бек-вокал
- Franco Cosacchi, Nino Dei, Enzo Gioieni, Gianna Spagnuolo: голос

## Прем'єри
- Італія — 23 грудня 1966
- Німеччина — 15 грудня 1967
- США — 29 грудня 1967

## Історія створення

### Сценарій
Для створення сценарію Леоне і Вінченцоне вирушили до США. На етапі підготовки Вінченцоне прочитав багато книжок в Бібліотеці Конгресу, звертався в архіви. Деякі його запити ставили в безвихідь архіваріусів, рідко хто звертався до документів по тих операціях Громадянської війни, в яких Північ зазнавав поразки. Початковий варіант сценарію був написаний за 11 днів (італійською мовою), переважно Вінченцоне. Леоне залишився не цілком задоволений роботою і запропонував Вінченцоне дует співавторів Адже і Скарпеллі: (Адженоре Інкруччі і Фуріо Скарпелі). Вони повинні були доопрацювати текст і надати більше гумору реплік і діалогів, але Леоне охарактеризував їх внесок як «провальний». У підсумковому тексті від їхньої роботи майже нічого не залишилося, хоча в титри вони потрапили. Перед початком знімання відносини Вінченцоне і Леоні дещо зіпсувалися і участі в роботі над картиною сценарист далі не брав, хоча іноді відвідував знімальний майданчик.
Авторство ідеї сценарію залишилося спірним моментом. У своїх спогадах Вінченцоне згадує про те, що він власне і придумав основну сюжетну лінію про трьох злочинців, які полюють за золотом. Серджо Леоне в інтерв'ю нічого не повідомляв про внесок Вінченцоне, лише згадавши про те, що його надихнула можливість зняти картину, сюжет якої розгорнеться на тлі Громадянської війни, а також мотиви картини «Месьє Верду». Більше того, з кінця 1960-х у своїх інтерв'ю Леоне розповідав про єдиний задум, який пов'язував всі картини трилогії, розвитку авторської ідеї в ході серії фільмів.

### Кастинг
Практика підбору акторів відповідала системі знімання високобюджетних спагеті-вестернів. Іноземець (американець) в головній ролі повинен був сприяти потенційному успішному прокату. Ще до початку роботи над доларовою трилогією, в 1963 році, ідеальним Безіменним стрільцем Леоне вважав Генрі Фонда, але він на той момент був занадто дорогим актором для нього. Імпресаріо актора тоді не хотів обговорювати навіть можливість участі в зйомках. Образ головного героя, прототипом якого послужив герой фільму «Шейн», виник і сформувався в першому фільмі трилогії. 1963 року Іствуд був маловідомим актором телевізійного екрану. Він знімався у своєму першому серйозному проєкті, вестерн-серіалі «Сиром'ятна шкіра», у ролі об'їждчика Роуди Єйтса, де його і помітив Леоне.

### Зйомки та пост-продакшн
Натурні і студійні знімання картини пройшли з середини травня по середину липня 1966 року в Італії та Іспанії і зайняли близько 13 тижнів. Почалися вони в павільйонах студії Чінечітта, зі сцени першої страти Туко. Потім знімальна група переїхала на натуру. Перша половина графіка пройшла на півдні Іспанії, в провінції Альмерія, що зіграла «роль» пустель Нью-Мексико. Там було побудоване ціле невелике містечко, що стало великою декорацією для багатьох сцен. Залізнична станція, звідки від'їжджає на поїзді Туко з сержантом знята в районі Ла-Калаорра (лінія Альмерія-Гуадіс). Друга частина пройшла на півночі. Більшість найбільш важливих локацій фільму було знайдено в околицях Бургоса. Місія, де лікували Стрільця, це монастир San Pedro de Arlanza. Табір військовополонених Беттервіль був побудований недалеко від містечка Карасу. Кладовище Седхілл — близько Контрерас. Битва між «сірими» і «блакитними» за міст Ленгстоун сталася на річці Арланса поряд з містечком Коваррубіас. Всі ці чотири місця знаходяться на півночі Іспанії в межах декількох десятків кілометрів один від одного.

## Факти
- «Хороший, поганий, Злий» містить цитату з готичного роману «Рукопис, знайдений у Сарагосі» графа Потоцького: це мікросюжети з найманим убивцею, що бере гроші від двох ворогів і обох вбиває по черзі.
- Афоризм «Коли мені платять, я завжди виконую роботу» — це з Потоцького.
- «Людина без імені» всього 17 хвилин за весь фільм носить «фірмове» пончо, яке стало епохальним за два перших вестерни.
- У сцені, де Туко біжить по цвинтаря, несподівано праворуч у кадрі з'являється собака. Цю ідею вигадав Серджіо Леоне для того, щоб уникнути мелодраматизму. До того ж про появу тварини Елая Воллака попереджено не було. Тому його здивування цілком природне.
- У «Хороший, поганий, злий» грає актор Антоніо Касас (Antonio Casas), що раніше знявся у фільмі «Колос Родоський» у ролі фінікійського посла.
- Персонаж «Ангельські очі», якого зіграв Лі Ван Кліф, запозичено з фільму Серджіо Солліма «The Big Gundown». Тільки там його героя звати Джонатан Корбетт.
- «Хороший, поганий, злий» — третій фільм з так званої «Доларової» трилогії Серджіо Леоне. У кожній новій частині цієї трилогії стає на одного головного героя більше, тобто в першій частині «За жменю доларів» був усього один головний герой (персонаж Клінта Іствуда), у фільмі «На декілька доларів більше» вже два головні герої, відповідно у «Хороший, поганий, злий» головних героїв вже три.
- У фільмі відсутні фінальні титри.
- Фільм знято в пустелі Табернас в Іспанії.
- Перше слово у фільмі вимовляється тільки на 10 хвилині фільму (точніше 10:31).
- У рекламному ролику фільму Ангельські Очі — «Злий», а Туко — «Поганий». У фільмі характеристика «Поганого» належить Ангельським Очам, «Злого» — Туко. Справа в тому, що назву фільму було перекладено на англійську мову, як «Хороший, злий і поганий», а не «Хороший, поганий, злий». Дана особливість не була врахована під час створення американського трейлера.
- Спочатку Елай Воллак і Серджіо Леоне вирішили, що Туко повинен носити пістолет на мотузці, прив'язаній до його шиї, і в потрібний момент вкладати пістолет в руку спритним обертом шиї. Однак після численних невдалих спроб Воллака виконати такий трюк, він звернувся до Серджіо Леоне, щоб той продемонстрував цей рух. Леоне не зміг схопити пістолет рукою, і пістолет вдарив його в пах. Після чого Леоне сказав, що Туко буде носити зброю за ременем.
- Ціна золота в 1862 році — $ 20,67 за унцію. Ціна золота на 26 березня 2009 року — $ 938,21 за унцію. Отже, за сьогоднішніми розцінками тодішнє золото за $ 200,000 тепер коштує $ 9,077,987.42.
- За словами Елая Воллака, коли прийшов час підривати міст, Серджіо Леоне попросив капітана іспанської армії запустити в дію детонатор на знак вдячності співробітництва між знімальною групою та іспанською армією. Було погоджено, що вибух станеться за командою Леоне, що повинен був сказати по рації «Vai!». Проте один з учасників знімальної групи вимовив по рації те ж саме. Почувши сигнал, капітан натиснув на кнопку детонатора. Міст був підірваний, коли не працювала жодна камера. Леоне був настільки засмучений тим, що трапилося, що негайно звільнив людину, яка промовила команду про вибух. Іспанський капітан також був засмучений, тому що вибух частково стався з його вини. Тому він запропонував Леоне побудувати заново міст силами іспанської армії, але за однієї умови: звільненого члена знімальної групи повинні поновити на роботі. Леоне погодився, «винуватця» знову взяли на роботу, міст перебудовано, і сцену благополучно знято.
- Оскільки Серджіо Леоне практично не розмовляв англійською, а Елай Воллак практично не говорив італійською, вони спілкувалися французькою.
- У сцені, де герой Ела Малока намагається вбити Туко, що приймає ванну, Ел ніяк не міг запам'ятати свої репліки. Зрештою, Серджіо Леоне настільки набридло знімати невдалі дублі, що він попросив Ела порахувати від одного до десяти з лютим виразом обличчя. Пізніше були записані правильні репліки.
- Спочатку Серджіо Леоне хотів запросити Джана Марію Волонте на роль Злого.
- Ролі Туко і Ангельських Очей запропоновано Чарльзу Бронсону.
- Джек Ілем відмовився від ролі однорукого стрільця, що намагається вбити Туко у ванні.
- У масових сценах було задіяно близько 1500 іспанських військовиків.
- Чотири сцени було вирізано з оригінального релізу фільму англійською мовою. Згодом ці сцени відновлено і дубльовано з італійської на англійську мову. Клінт Іствуд і Елай Воллак дублювали своїх героїв на англійську, проте для дублювання ролі Ангельських Очей довелося запросити іншого актора, тому що Лі Ван Кліф пішов з життя в 1989 році.
- У фільмі тільки п'ять акторів розмовляють англійською мовою: Клінт Іствуд, Лі Ван Кліф, Елай Воллак, Ел Малок і Джон Барта. Всі інші актори говорили рідною для себе мовою, а потім їх дублювали на англійську.
- В'язницю «Бетервіл» побудовано на основі реально існуючої в'язниці «Андерсонвіл».
- Енніо Морріконе спеціально написав музику так, щоб у деяких моментах вона імітувала звук виючої гієни.
- Клінт Іствуд носив одне і те саме пончо у всіх фільмах трилогії «Людина без імені». Пончо жодного разу не прали і не чистили.
- Перед початком знімання Орсон Веллс порадив Серджіо Леоне відмовитися від постановки картини, тому що практично всі фільми на тему громадянської війни незмінно провалювалися в прокаті.
- Згідно з автобіографією Елая Воллака «Хороший, поганий і я», Серджіо Леоне затвердив його на роль Туко зовсім не через роль у фільмі «Чудова сімка» (1960), а побачивши його в невеликій ролі у «Війні на Дикому Заході» (1962).
- Нашивки на уніформі солдатів Конфедерації означають до якого підрозділу вони належать: блакитний колір означав піхоту, золотий — кавалерію, червоний — артилерію.
- Повна версія фільму має хронометраж 177 хвилин.
- Спочатку, за задумом Леоне, трійця мала виглядати так: Клінт Іствуд — Чарльз Бронсон — Джан Марія Волонте (Хороший, поганий і злий відповідно). Але Бронсон у той час був задіяний у зніманні фільму «Брудний тюзінь» (The Dirty Dozen), а Волонте, за словами режисера, бракувало «натурального комічного таланту» — він більшою мірою є трагедійним актором.
- Герой «злого» Туко весь час хреститься. Але у сцені, коли він потрапляє на кладовище, він це робить не за західним звичаєм (зліва направо), а за східним — справа наліво. Цікаво, бо Туко — мексиканцеь, тобто католик, аж ніяк не православний.